# Standards Department
Standards Department o Departamento de Normas era un departamento de la Cámara de Comercio  Inglesa  que tenía la custodia de las normas imperiales de pesos y medidas, Intentando mantenerlos estándar.
Los principales instrumentos para la determinación de la precisión en todos los  pesos y medidas utilizadas en el Reino Unido, se mantuvieron en la Hacienda Pública, y las funciones relativas a estas normas fueron impuestas a los chambelanes o funcionarios de la Hacienda Pública. La oficina de los chambelanes aprobada en 1783 por el parlamento, se abolió en 1826,   pero la custodia de las normas y cualquier función relacionada se mantuvo unido a un oficial de la hacienda hasta que el departamento fue finalmente abolido en 1866. 
Mientras tanto, en cumplimiento de las recomendaciones de las Comisiones  de estandarización de 1841 y 1854 y de la Comisión de 1862 de Cámara de los Comunes , se aprobó en 1866 la Ley de las Normas de Pesos, Medidas y Moneda. Esta ley creó un departamento especial de la Cámara de Comercio, llamado el Departamento de Pesas y Medidas estándar, y un jefe de ese departamento denominado el Guardián de las Normas. Su deber era llevar a cabo las comparaciones, las verificaciones y las operaciones con referencia a las normas de la ayuda de la investigación científica y de otra manera.